# Vil·la dels Papirs
La Vil·la dels Papirs (Villa dei Papiri o Villa dei Pisoni en italià) és una vil·la particular de la ciutat de l'antiga Roma d'Herculà (actualment, el municipi d'Ercolano). Situada al nord-oest de la ciutat, la residència queda a mitja falda del vessant del volcà Vesuvi sense altres edificis que li obstrueixin la vista. Va ser probablement propietat del sogre de Juli Cèsar, Luci Calpurni Pisó Cesoní. L'any 79, l'erupció del Vesuvi va cobrir tot Herculà amb uns 30 metres de cendra volcànica. Les restes de la vil·la, coberta per uns 20–25 metres de cendres, van ser excavades per primera vegada entre 1750 i 1765 per Karl Jakob Weber, Roque Joaquín de Alcubierre i altres, a través de túnels subterranis. El seu nom deriva del descobriment d'una biblioteca a la casa amb 1785 rotlles de papir carbonitzats. Des de l'any 1997 forma part del Lloc Patrimoni de la Humanitat anomenat «Àrees arqueològiques de Pompeia, Herculà i Torre Annunziata», amb el Codi 829-004.

## Arquitectura i obres d'art
El front de la vil·la discorria al llarg de més de 250 metres paral·lel a la línia de la costa. Estava envoltada per un jardí tancat per pòrtics, però amb una àmplia franja d'horts, vinyes i boscos fins a una petita badia. Situada a uns centenars de metres de la casa més propera a Herculà, la casa de Pisó tenia quatre nivells disposats en una sèrie de terrasses al vessant i era una de les cases més luxoses de tot Herculà i Pompeia. La Vil·la dels Papirs també acollia una àmplia col·lecció de vuitanta escultures de magnífica qualitat, moltes d'elles conservades actualment a les sales dels grans bronzes al Museu Arqueològic Nacional de Nàpols.
La vil·la segueix en la seva disposició general el patró compositiu, estructural i arquitectònic habitual d'una vil·la suburbana als camps dels encontorns de Pompeia. L'atri funcionava com a vestíbul i connector de les diverses parts de la casa. L'entrada s'obria amb un pòrtic de columnes cap al costat del mar. Al voltant de l'impluvium de l'atri hi havia onze estàtues tipus sortidor representant sàtirs abocant aigua d'un càntir i un putto llançant aigua per la boca d'un dofí. Als quatre angles de l'atri es varen trobar unes altres estàtues i bustos.
El primer peristil tenia deu columnes a cada costat, i una piscina al centre. En aquest recinte es van trobar l'herma de bronze d'un dorífor, una rèplica de l'atleta de Policlet, i l'herma d'una amazona fet per Apol·loni fill d'Arquies d'Atenes. Al segon gran peristil s'hi pot accedir passant per un gran tablinum en el qual, sota un propileus, hi havia l'estàtua arcaica d'Atenea Promacos. Una col·lecció de bustos de bronze estaven a l'interior del tablini. Entre ells hi havia el cap d'Escipió l'Africà.
Les autèntiques dependències per viure i rebre visites estan agrupades al voltant dels pòrtics i les terrasses de manera que els ocupants i convidats a la casa poguessin gaudir més directament de la llum del sol i de les vistes del camp i del mar. A la zona d'habitacions, quartos de bany i biblioteca van sortir a la llum uns papirs carbonitzats col·locats dins de capsae de fusta, alguns d'ells en lleixes ordinàries de fusta envoltant les parets i altres dipositats als dos costats d'una sèrie de prestatges enmig de les habitacions.
Les terres inclouen una gran zona de jardins coberts i descoberts que passen així de l'ombra a l'escalfor del sol. Els jardins incloïen una galeria d'obres d'art consistents en busts, hermes i altres estàtues de bronze i de marbre, col·locades entre columnes al mig de la part oberta del jardí i en les vores de la gran piscina.

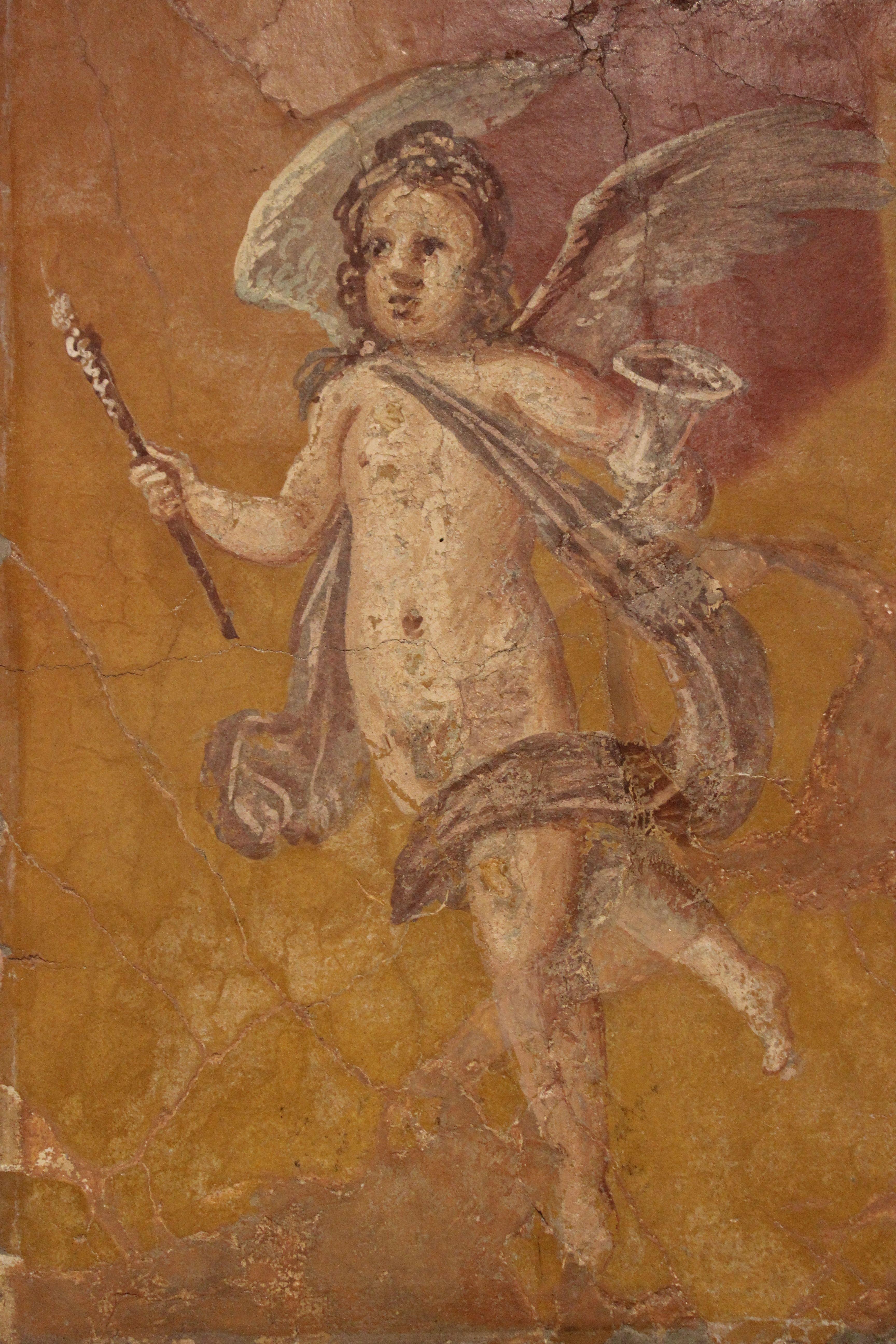
fresc de la Villa dels Papirs.

## Epicureisme i la biblioteca
Calpurni Pisó va crear una biblioteca sobretot de caràcter filosòfic. Es creu que la biblioteca va ser reunida i seleccionada per l'amic de la família i client de Pisó, l'epicuri Filodem de Gadara. Els seguidors d'Epicur estudiaven els ensenyaments d'aquest filòsof natural i moral. Aquesta filosofia ensenyava que l'home era mortal, que el cosmos és el resultat d'un accident, que no hi ha cap déu providencial, i que el criteri d'una bona vida és el plaer. Les connexions de Filodem amb Pisó li van donar l'oportunitat d'influir en els joves estudiants de literatura grega i filosofia que es reunien al voltant d'ell a Herculà i Nàpols. Gran part de la seva obra es va descobrir al voltant de mil papirs a la biblioteca filosòfica recuperada a Herculà. Encara que la seva obra en prosa és detallada en l'estil nerviós típic de la prosa grega hel·lenística anterior al ressorgiment de l'estil àtic després de Ciceró, Filodem va superar l'estàndard literari mitjà al qual aspiraven la major part dels epicuris. També va tenir èxit en influir en els romans més cultes i distingits de l'època. Cap de les seves obres en prosa era coneguda fins que es van descobrir els rotllos de papir entre les ruïnes d'aquesta vil·la.
En el moment de l'erupció del Vesuvi l'any 79, la valuosa biblioteca estava empaquetada en caixes preparades per al trasllat a un lloc més segur quan va ser sorpresa per un flux piroclàstic; amb el temps, l'erupció diposità uns 20–25 metres de cendra volcànica sobre el lloc i cremà parcialment els rotlles però conservant-los, de manera que és l'única biblioteca que ha sobreviscut de l'Antiguitat, quan la cendra s'endurí per formar tova volcànica.

## Excavació

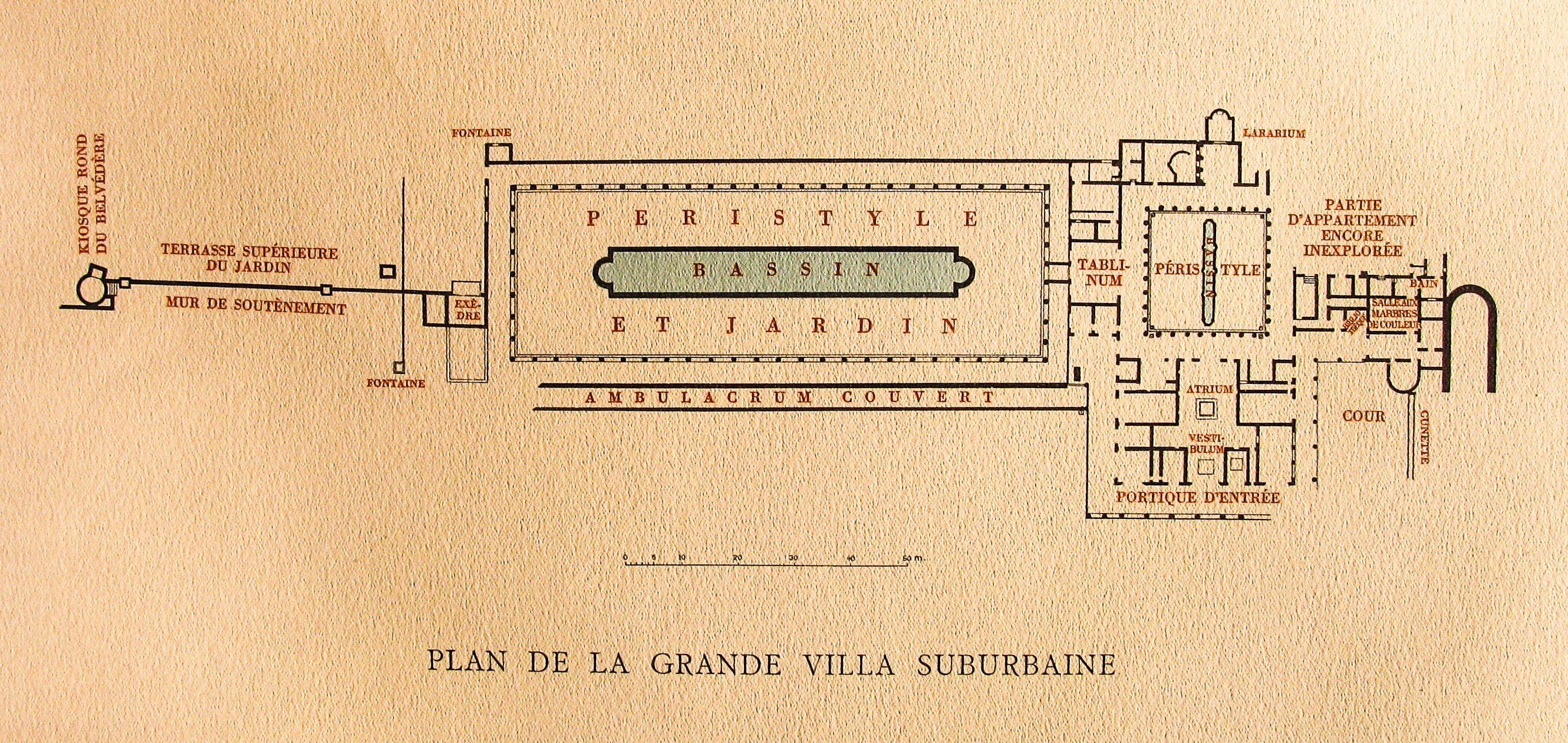
Planta de la Villa dels Papirs.

En aquesta vil·la suburbana, la més luxosa del lloc de vacances d'Herculà, encara queden 2,800 m² per excavar. Sota la zona excavada, noves excavacions realitzades en els anys noranta van revelar dues plantes prèviament desconegudes de la vil·la, que estava construïda sobre una sèrie de terrasses que donaven cap al mar.
La raó de que la resta del lloc no s'hagi excavat és que el govern italià està practicant una política de conservació i no excavació, i està més interessat en protegir el que ja ha estat descobert. David W. Packard, que ha dotat de fons l'obra de conservació d'Herculà a través del seu "Packard Humanities Institute", ha manifestat estar disposat a finançar l'excavació de la Vil·la dels Papirs quan les autoritats ho permetin; però cap obra obtindrà el permís fins que es completi una anàlisi de viabilitat, que s'ha estat preparant durant diversos anys. La primera part de l'estudi ha aparegut el 2008 però no inclou ni calendari ni cost, ja que la decisió sobre seguir excavant és de caràcter polític
Usant imatges multiespectre, una nova tècnica que es va desenvolupar a principis dels noranta, és possible llegir els papirs cremats. Amb aquestes imatges multi-espectre, moltes imatges de papirs il·legibles es digitalitzen usant diferents filtres en el registre infraroig o ultraviolat, afinats per poder capturar certes longituds d'ona de la llum. Així, es pot separar la porció espectral òptima fins a distingir la tinta del paper a la superfície enfosquida del papir. Mitjançant escàners no destructius es podrà, s'espera, proporcionar descobriments importants en llegir els fràgils rotllos de pergamí no oberts sense destruir-los en el procés.

## Museu J. Paul Getty
El museu original J. Paul Getty a Pacific Palisades és una còpia lliure de la Vil·la dels Papirs, tal com es va publicar en Le Antichità di Ercolano. L'edifici del museu fou construït a principis dels setanta per l'estudi arquitectònic de Langdon i Wilson. L'assessor arquitectònic Norman Neuerburg i curador d'antiguitats del Getty Jiri Frel treballà estretament amb J. Paul Getty per tal de desenvolupar els detalls interiors i exteriors. Com que la Vil·la dels Papirs estava cremada per l'erupció i gran part d'ella roman sense excavar, Neuerburg va basar molts detalls arquitectònics i paisatgístics del museu en altres cases romanes antigues de les ciutats de Pompeia, Herculà i Estabaia.
Amb el trasllat del Museu al Getty Center, la «Getty Villa» tal com se l'anomena actualment, va ser renovada i, es va reobrir el 28 de gener de 2006.

## En la literatura moderna

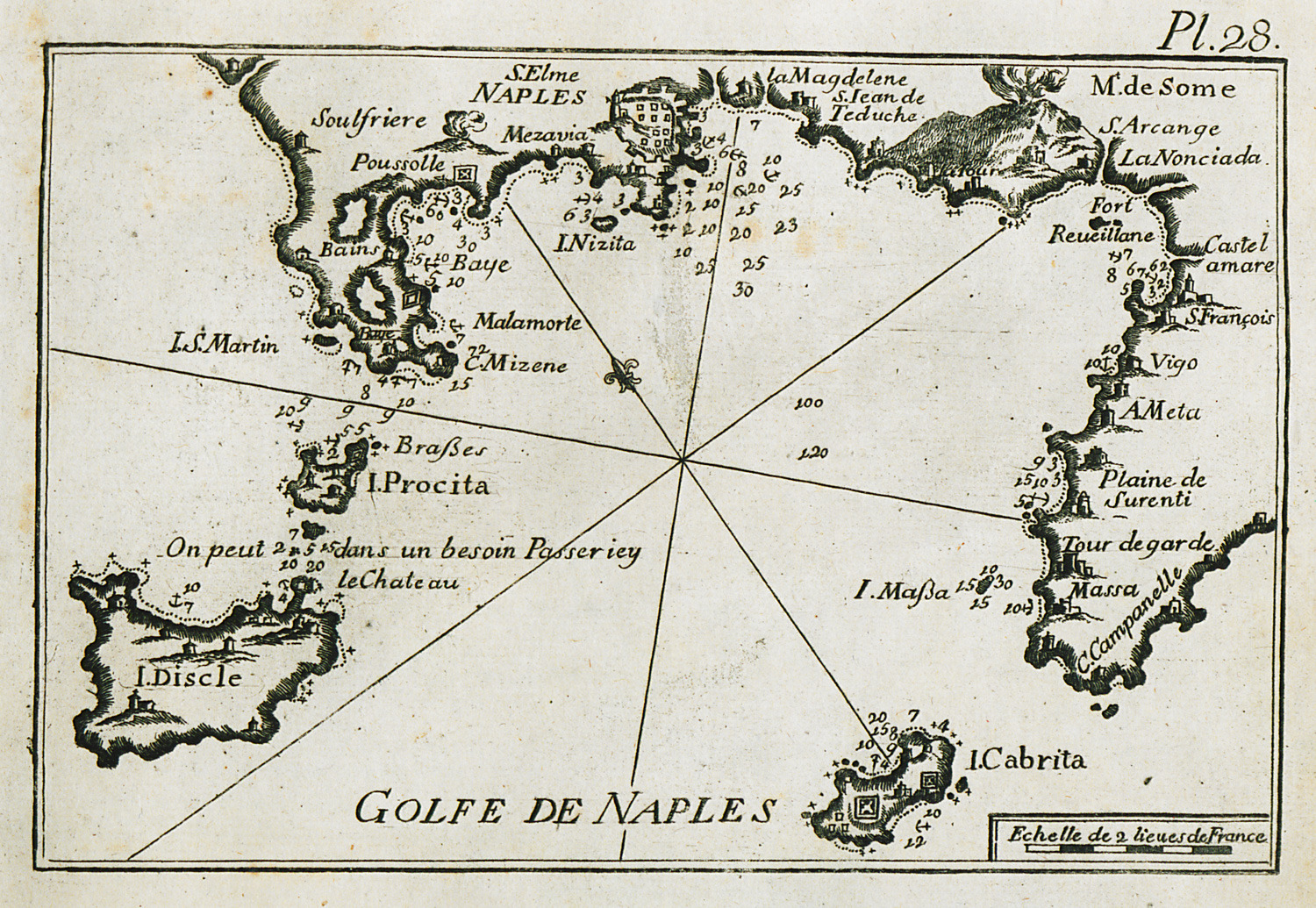
Golf de Nàpols segons Joseph Roux (1804).

Diverses escenes de la novel·la de supervendes de Robert Harris, «Pompeia», s'ambienten en la Vila dels Papirs, just abans que l'erupció la soterrés. S'esmenta la vila com a propietat de l'aristòcrata romà Pedius Cascus i la seva dona Rectina. (Plini el Jove esmenta a Rectina, a qui anomena esposa de Tasci, a la Carta 16 del Llibre VI de les seves Epístoles). A l'inici de l'erupció, Rectina prepara la biblioteca per evacuar-la i envia un missatge urgent al seu antic amic, Plini el Vell, qui té sota el seu comandament l'Armada romana i es troba a Misenum just a l'altre costat del Golf de Nàpols. Plini immediatament envia un vaixell de guerra, i arriba a la vista de la Vil·la, però l'erupció li impedeix arribar a terra i embarcar Rectina i la seva biblioteca, de manera que queden soterrades perquè els arqueòlegs moderns les puguin trobar.